# Sabine Timoteo
Sabine Timoteo, nata Hagenbüchle (Soletta, 25 marzo 1975), è un'attrice svizzera.

## Biografia
Dal 1991 al 1993 si è formata come ballerina presso Scuola professionale del balletto svizzero. 
Sabine Timoteo è poliglotta: parla fluentemente alto alemanno, tedesco, inglese, francese, spagnolo e italiano. Attualmente vive a Berna con le sue due figlie.

## Filmografia parziale

### Cinema
- L'amour, l'argent, l'amour, regia di Philip Gröning (2000)
- Gespenster, regia di Christian Petzold (2005)
- Der freie Wille, regia di Matthias Glasner (2006)
- I fratelli neri (Die schwarzen Brüder), regia di Xavier Koller (2013)
- Le meraviglie, regia di Alice Rohrwacher (2014)
- 7 minuti, regia di Michele Placido (2016)
- Die Mitte der Welt, regia di Jakob M. Erwa (2016)
- Zen for Nothing, regia di Werner Penzel - documentario (2016)
- Sicilian Ghost Story, regia di Fabio Grassadonia e Antonio Piazza (2017)
- Cronofobia, regia di Francesco Rizzi (2018)

### Televisione
- Il Grifone (Der Greif) - serie TV, 6 episodi (2023)
- Totenfrau - La signora dei morti - serie TV, 4 episodi (2025)

## Doppiatrici italiane
Nelle versioni in italiano delle opere in cui ha recitato, Sabine Timoteo è stata doppiata da:
- Marisa Della Pasqua in Sommervogel